# Jens Kunze
Jens Kunze (* 1967 in Freital) ist ein deutscher Historiker. Sein Forschungsschwerpunkt ist die sächsische Landeskunde im Spätmittelalter und in der Frühen Neuzeit, insbesondere die Geschichte des sächsischen Adels und der Rittergüter.

## Leben
Jens Kunze stammt aus dem sächsischen Freital und wuchs in der Stadt Tharandt auf. 2004/05 promovierte er an der Universität Leipzig mit der Dissertation Das Amt Leisnig im 15. Jahrhundert. Verfassung, Wirtschaft, Alltag. Er war u. a. als Mitarbeiter an den Universitäten in Leipzig und Marburg und der Forschungsstelle für Personalschriften in Marburg sowie an der Zentralstelle für Genealogie im Sächsischen Staatsarchiv in Leipzig tätig und lebt in Wermsdorf. Mittlerweile arbeitet Kunze im Stadtarchiv Magdeburg.
Er war 3. Vorsitzender des Heimatvereins Wermsdorf.
Seit 2021 ist er Vorsitzender des Heimatvereins Wermsdorf.

## Veröffentlichungen (Auswahl)
- Das Amt Leisnig im 15. Jahrhundert. Verfassung, Wirtschaft, Alltag (= Schriften zur sächsischen Geschichte und Volkskunde. Bd. 21). Leipziger Universitäts-Verlag, Leipzig 2007, ISBN 978-3-86583-027-2.
- mit Gisela Kunze: Das Personal des Hofes, der Landesregierung und der Armeeführung des albertinischen Sachsens, 1500–1750. 3. Auflage. 3., unveränderter Nachdruck. Arbeitsgemeinschaft für mitteldeutsche Familienforschung, Kleve 2007.
- Der neu erschlossene Bestand Konsistorium Leipzig im Sächsischen Staatsarchiv Leipzig. In: Stadtgeschichte. Mitteilungen des Leipziger Geschichtsvereins e.V. 2009, Sax-Verlag, Beucha 2009, ISBN 978-3-86729-066-1, S. 43–66.
- Die Beisitzer des Konsistoriums Leipzig von seiner Entstehung bis zur Mitte des 18. Jahrhunderts. In: Leipziger Stadtgeschichte. Jahrbuch 2012, Sax-Verlag, Beucha 2012, ISBN 978-3-86729-102-6, S. 33–54.
- Das Leipziger Schöffenbuch 1420–1478 (1491). Edition (= Quellen und Forschungen zur Geschichte der Stadt Leipzig. Bd. 4). Leipziger-Universitäts-Verlag, Leipzig 2012, ISBN 978-3-86583-650-2.
- Urkundenbuch der Stadt Zwickau, Teil 2 Das älteste Stadtbuch 1375–1481 (= Codex diplomaticus Saxoniae. Hauptteil 2: Die Urkunden der Städte und geistlichen Institutionen in Sachsen. Bd. 20). Hahn, Hannover 2012, ISBN 978-3-7752-1906-8.
- mit Henning Steinführer: Urkundenbuch der Stadt Zwickau, Teil 1 Die urkundliche Überlieferung 1118–1485, Band 1 1118–1399 (= Codex diplomaticus Saxoniae. Hauptteil 2: Die Urkunden der Städte und geistlichen Institutionen in Sachsen. Bd. 21). Hahn, Hannover 2013, ISBN 978-3-7752-1907-5.
- Die Familie von Zech in der ersten Hälfte des 18. Jahrhunderts. Niederjahna 2016, OCLC 954830682.